# اینترلیکین، نیویورک
اینترلیکین (به انگلیسی: Interlaken) یک روستا در ایالات متحده آمریکا است که در Covert واقع شده‌است. اینترلیکین ۰٫۷ کیلومتر مربع مساحت و ۶۰۲ نفر جمعیت دارد و ۲۷۶ متر بالاتر از سطح دریا واقع شده‌است.